# Cmentarz przy ul. Henryka Sienkiewicza w Katowicach
Cmentarz przy ul. Henryka Sienkiewicza w Katowicach – cmentarz w Katowicach, założony w 1911. Jest własnością katowickiej parafii pod wezwaniem Świętych Apostołów Piotra i Pawła. W dwudziestoleciu międzywojennym na cmentarzu wybudowano ceglaną, modernistyczną kaplicę pogrzebową. Jej wieża posiada dwie mozaiki. W 1969 przez teren cmentarza poprowadzono rurę ciepłowniczą, a w 1983 cmentarz powiększono (uzyskano 425 miejsc grzebalnych).

## Pochowani
Na cmentarzu spoczywają m.in. przedstawiciele nauki, kultury, sztuki, polityki i gospodarki. Należą do nich:
- Tadeusz Bagier – redaktor naczelny gazety „Sport”[4]
- Gerard Bernacki – biskup pomocniczy katowicki w latach 1988–2012
- Małgorzata Bieniasz – dziennikarka i prawniczka
- Krystyna Bochenek[5] – dziennikarka i polityk
- Arka Bożek[5] – polski działacz narodowy na Śląsku Opolskim
- Rudolf Buchała – uczony i polityk
- Marian Cholewka – pilot myśliwski, kawaler Virtuti Militari
- Artur Chwalibogowski(inne języki) — profesor medycyny[4]
- Zbigniew Cybulski – aktor filmowy[5][4]
- Jerzy Duda-Gracz[5] – malarz i scenograf
- Aleksandra Fuglewicz – działaczka podziemia antyhitlerowskiego, represjonowana, zesłana na Syberię
- Michał Giercuszkiewicz[6] – perkusista
- Mieczysław Glanowski – minister górnictwa w okresie PRL
- Henryk Mikołaj Górecki[5] – kompozytor
- Alfons Górnik[4] – pierwszy prezydent Katowic (brak nagrobka)[5]
- Oktawia Górniok – prawniczka, profesor Uniwersytetu Śląskiego
- Lucjan Górnisiewicz – prawnik, popularyzator turystyki
- Andrzej Grzywak – uczony, automatyk, informatyk
- Jerzy „Kawa” Kawalec – muzyk bluesowy
- Wojciech Kilar – pianista i kompozytor[4]
- Brygida Koehler – profesor medycyny, nauczyciel akademicki Śląskiego Uniwersytetu Medycznego
- Kazimierz Korzan – prawnik, profesor Uniwersytetu Śląskiego
- Klemens Kosyrczyk – redaktor „Gościa Niedzielnego”
- Jadwiga Kucianka – wykładowca literatury śląskiej
- Marek Kuczma – profesor matematyki
- Stefan Maria Kuczyński – historyk[4], pisarz
- Józef Kurpas – biskup pomocniczy katowicki
- Kazimierz Kutz – reżyser, polityk
- Stanisław Ligoń – pisarz śląski, redaktor
- Władysław Micewicz – inżynier górnik, dyrektor kopalni
- Adam Mitscha – kompozytor, pedagog, rektor Państwowej Akademii Muzycznej[4]
- Janusz Nikodemski – ekonomista, powstaniec warszawski, żołnierz Polskich Sił Zbrojnych[7]
- Jan Pallado – architekt, wykładowca Politechniki Śląskiej
- Jerzy Pilch-Kowalczyk – informatyk
- Marek Plura – polityk, psychoterapeuta, działacz społeczny[8]
- Romuald Rak – ksiądz, wykładowca Katolickiego Uniwersytetu Lubelskiego oraz Wyższego Śląskiego Seminarium Duchownego[9]
- Remigiusz Sobański[10] – ksiądz, profesor nauk prawnych
- Paweł Steller[5] – artysta, plastyk
- Gertruda Szalsza – aktorka, znana głównie z serialu telewizyjnego „Święta wojna”
- Alfred Szklarski[5] – pisarz literatury młodzieżowej
- Józef Szkolnikowski – współzałożyciel Wisły Kraków, pierwszy selekcjoner reprezentacji Polski w piłce nożnej mężczyzn, major Wojska Polskiego[11][12]
- Jerzy Śmiałek (1938–2018) – ekonomista, prezydent Katowic w latach 1990–1994
- Józef Świder – kompozytor i pedagog
- Stanisław Tkocz – redaktor naczelny "Gościa Niedzielnego"
- Józef Tuchołka – dyrektor górniczy, działacz gospodarczy, wykładowca akademicki
- Beata Utracka-Hutka – lekarz onkolog
- Józef Wesołowski – inżynier, żołnierz, działacz samorządowy i sportowy, pierwszy powojenny prezydent Katowic[13]
- Stanisław Wilczyński – uczestnik I powstania śląskiego, legionista, szwoleżer rokitniański.